# Апора
Апора (порт. Aporá) — муниципалитет в Бразилии, входит в штат Баия. Составная часть мезорегиона Северо-восток штата Баия. Находится в составе крупной городской агломерации. Входит в экономико-статистический микрорегион Алагоиньяс. Население составляет 17 518 человек на 2006 год. Занимает площадь 572,226 км². Плотность населения — 30,6 чел./км².
Праздник города — 14 августа.

## История
Город основан 14 августа 1958 года.

## Статистика
- Валовой внутренний продукт на 2003 год составляет 29 035 961,00 реалов (данные: Бразильский институт географии и статистики).
- Валовой внутренний продукт на душу населения на 2003 год составляет 1690,69 реалов (данные: Бразильский институт географии и статистики).
- Индекс развития человеческого потенциала на 2000 год составляет 0,604 (данные: Программа развития ООН).

## География
Климат местности: тропический. В соответствии с классификацией Кёппена, климат относится к категории Awb.

## Галерея

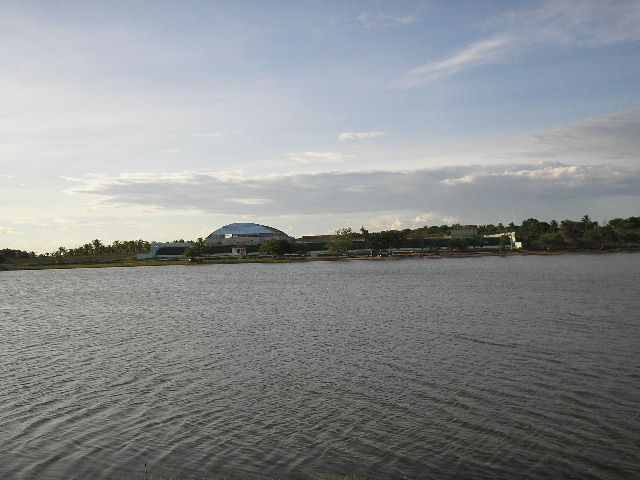
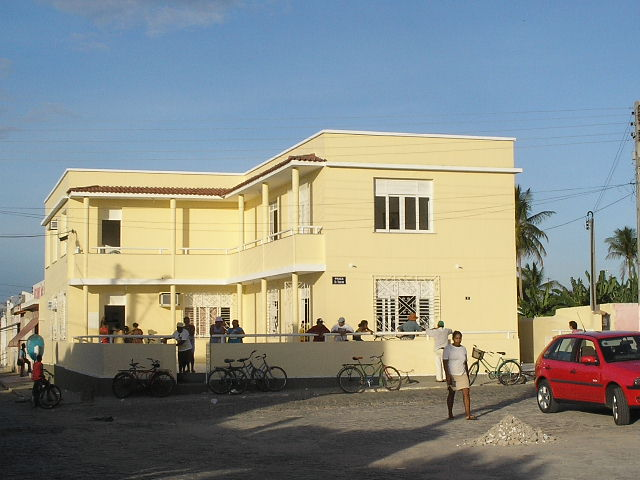
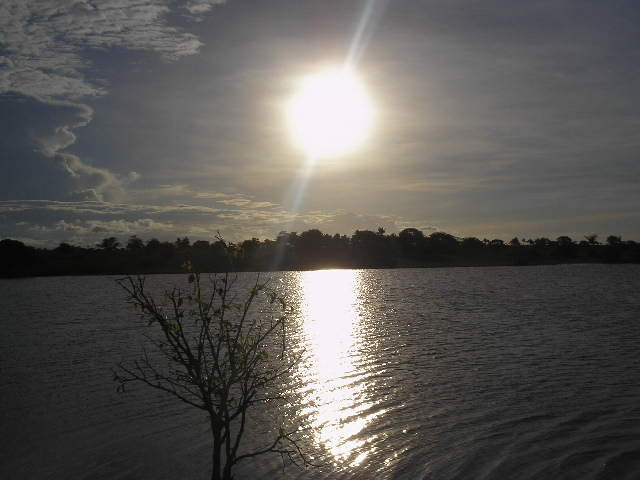
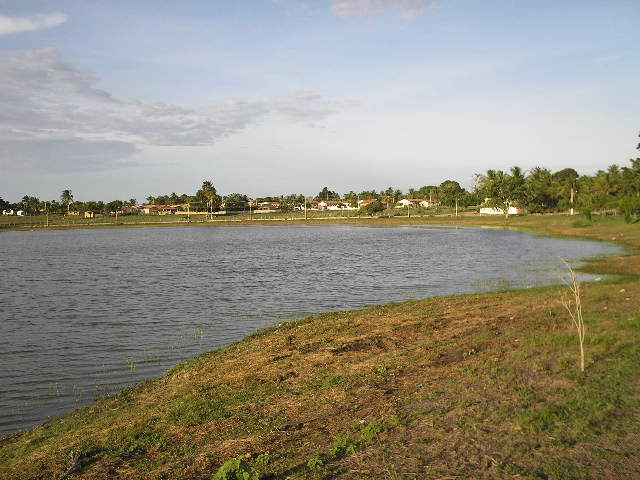